# 天麥爾倫
天麥爾倫（英語：Ten Mile Run）是位於美國新澤西州薩默塞特縣的普查規定居民點。

## 人口
根據2020年美國人口普查的數據，天麥爾倫的面積為6.58平方千米，皆為陸地。當地共有人口2055人，而人口密度為每平方千米312.31人。